# David Kabua
David Kabua, né le 26 mai 1951 à Majuro, est un homme d'État marshallais, président de la république des Îles Marshall de 2020 à 2024.

## Biographie
Né dans ce qui est alors le Territoire sous tutelle des îles du Pacifique, sous souveraineté américaine, il est le deuxième fils d'Amata Kabua, le premier président de l'histoire des îles Marshall de 1979 à 1996. Après sa scolarité dans le secondaire aux îles Truk, il étudie à l'université de Hawaii, puis devient un temps enseignant dans son pays natal. En 1996 il est nommé directeur général de l'Autorité pour le développement des îles Marshall, en tant que fonctionnaire du ministère des Ressources et du Développement.
Il est un temps ensuite chef d'entreprise, puis se lance en politique ; en 2008 il est élu au Parlement national pour y représenter l'atoll de Wotho. Il est nommé ministre de la Santé par le président Christopher Loeak en 2012, puis ministre de l'Intérieur en 2014,. En 2016, la nouvelle présidente Hilda Heine le nomme ministre assistant la présidente. Il se présente contre elle pour la présidence de la République le 6 janvier 2020, à la suite des élections législatives de novembre 2019. Perçu comme un homme amiable, sociable et consensuel, il recueille les voix de vingt députés, contre douze pour la présidente sortante. Il indique que les priorités de son gouvernement seront de continuer à mobiliser la communauté internationale pour agir contre le réchauffement climatique ; de négocier la poursuite de l'aide économique américaine lorsque le Traité de libre-association des Îles Marshall avec les États-Unis sera arrivé à terme en 2023 ; et la sécurisation par les Américains du site de stockage de tonnes de déchets radioactifs sur l'atoll d'Eniwetok, résidus des essais nucléaires américains des années 1950. Il réitère par ailleurs la reconnaissance diplomatique par son pays de la république de Chine (Taïwan), les Îles Marshall étant alors l'un des quatre seuls États d'Océanie à reconnaître cet État.
Le 8 février 2021, solidairement avec les présidents des quatre autres États micronésiens, il annonce que les îles Marshall quitteront le Forum des îles du Pacifique, jugeant que cette organisation manque de considération pour les pays de la Micronésie,.